# Перева
Перева — потік в Україні у Самбірському районі Львівської області. Лівий доплив річки Ясениці (басейн Дністра).

## Опис
Довжина потоку приблизно 6,25 км, найкоротша відстань між витоком і гирлом — 5,64 км, коефіцієнт звивистості річки — 1,11. Формується багатьма безіменними струмками.

## Розташування
Бере початок у хвойному лісі на північно-східних схилах гори Теркалівської (878,1 м). Тече переважно на північний схід через села Розлуч та Ясеницю-Замкову і у селі впадає в річку Ясеницю, праву притоку річки Дністра.

## Цікаві факти
- У селі Ясениця-Замкова проти гирла пролягає автошлях Н13[4] (автомобільний шлях національного значення на території України, Львів — Самбір — Ужгород. Проходить територією Львівської та Закарпатської областей.).